# Megantereon
Megantereon és un gènere extint de fèlid de dents de sabre. Aquest mamífer tenia dues dents canines semblants a dagues que podria haver utilitzat per caçar preses com ara mastodonts. Visqué des del Miocè superior fins al Plistocè mitjà. Se n'han trobat restes fòssils a Sud-àfrica, l'Índia, els Estats Units i França.